# Stronghold: Crusader Extreme
Stronghold: Crusader Extreme é uma versão atualizada da expansão (Stronghold: Crusader) do jogo eletrônico de 2001 da Firefly Studios, Stronghold. Crusader Extreme se passa no Oriente Médio, durante a época das Cruzadas.
Stronghold: Crusader Extreme tem adições de exércitos maiores do que 10.000 homens, novas construções e missões.

## Novidades
Stronghold: Crusader Extreme inclui as seguintes novidades:
- Novo modo Extremo que permite que um jogador tenha mais de 10.000 unidades no campo de batalha
- Novas construções (postos avançados que geram ambos inimigos e aliados, e unidades do próprio jogador humano, de acordo a quem pertence)
- Novos poderes táticos especiais (reforços, campo curativo, ataque de pedras, ataque de flechas, time de engenheiros, esquadra de maçeiros, ouro e clamar por cavaleiros)
- Nova trilha Cruzada Extrema com 20 missões conectadas assim como novos mapas de se jogar sozinho (para jogador único ou multi-jogador).

Em adição, Stronghold: Crusader Extreme apresentou novos inimigos artificiais que haviam aparecido anteriormente na edição Stronghold Warchest (Wazir, Marshal, Emir, Abbot e Nizar).
Ele também possuí uma versão atualizada do original Stronghold: Crusader, que inclui tudo menos os postos avançados, poderes especiais e a Trilha Cruzada Extrema.

## Recepção
As novas características postas a partir do original Stronghold: Crusader, incluindo novos personagens, campanhas, e outras coisas, foram bem recebidas pela maioria do público, mas os critícos criticarem a dificuldade extrema do jogo, carência de um novo áudio, e nada de novo nos gráficos já que o jogo foi lançado em 2008. A Gamespot deu ao jogo uma nota 3.5 de 10, e a 1 UP deu um D-. Os críticos destacaram também que muitas das missões da "Cruzada Extrema" eram totalmente insanas, além do fato de que os jogadores controlados pelo computador ganharem milhares de tropas logo de início, a maioria das vezes são um time de dois ou mais, fazendo com que seja quase impossível do jogador se defender de ataques.

## Atualizações
Em 23 de Fevereiro de 2009, uma versão 1.2.1 foi lançada. O principal conserto foi na parte dos 10.000 soldados, que quase sempre causavam problemas.